# Удар от ворот (футбол)

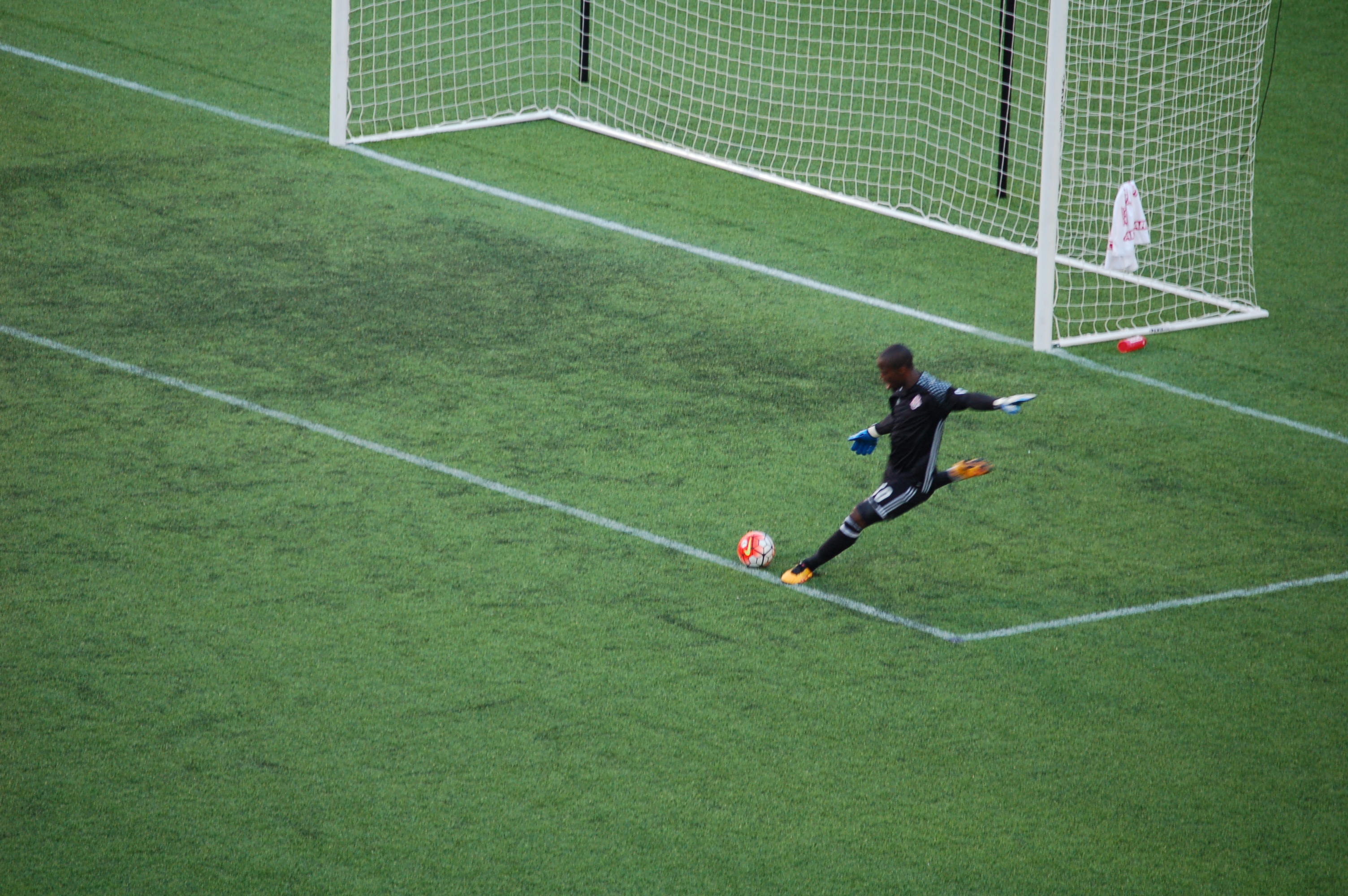
Вратарь выполняет удар от ворот

Правило 16 Правил игры в футбол регламентирует выполнение удара от ворот.

## Определение
Удар от ворот является способом возобновления игры.
Удар от ворот назначается, когда мяч, последний раз коснувшись игрока атакующей команды, полностью пересёк линию ворот по земле или по воздуху, и при этом в соответствии с Правилом 10 не был забит гол.
Гол, забитый команде-сопернице непосредственно с удара от ворот, засчитывается. Гол, забитый в собственные ворота непосредственно с удара от ворот, не засчитывается.

## Процедура
Мяч неподвижен и находится в любой точке площади ворот. Все соперники остаются за пределами штрафной площади до момента, пока мяч не войдёт в игру. С 1948 по 2019 год существовало правило, согласно которому мяч считался в игре, когда он, никого не коснувшись, покидал пределы штрафной площади. По правилам, принятым с июня 2019 года, мяч считается в игре, когда игрок, выполняющий удар, явно переместил мяч с начальной выбранной им точки удара. Выполнивший удар игрок не вправе касаться мяча до тех пор, пока тот не коснётся какого-либо другого игрока любой из команд или не покинет игру.

## Нарушения и наказания
Если игрок, выполняющий удар от ворот, повторно коснётся мяча (не руками) после того, как мяч покинул пределы штрафной площади, но до того момента, как мяч коснётся какого-либо другого игрока, то противоположная команда получает право на выполнение свободного удара с места, где произошло касание.
Если игрок повторно касается мяча руками:
- Если это вратарь в пределах своей штрафной площади, то противоположная команда получает право на выполнение свободного удара с места, где произошло касание;
- Если это полевой игрок, либо вратарь за пределами своей штрафной площади, то противоположная команда получает право на выполнение штрафного удара.

В случае иных нарушений, удар от ворот повторяется.